# Hückeswagener Altstadt

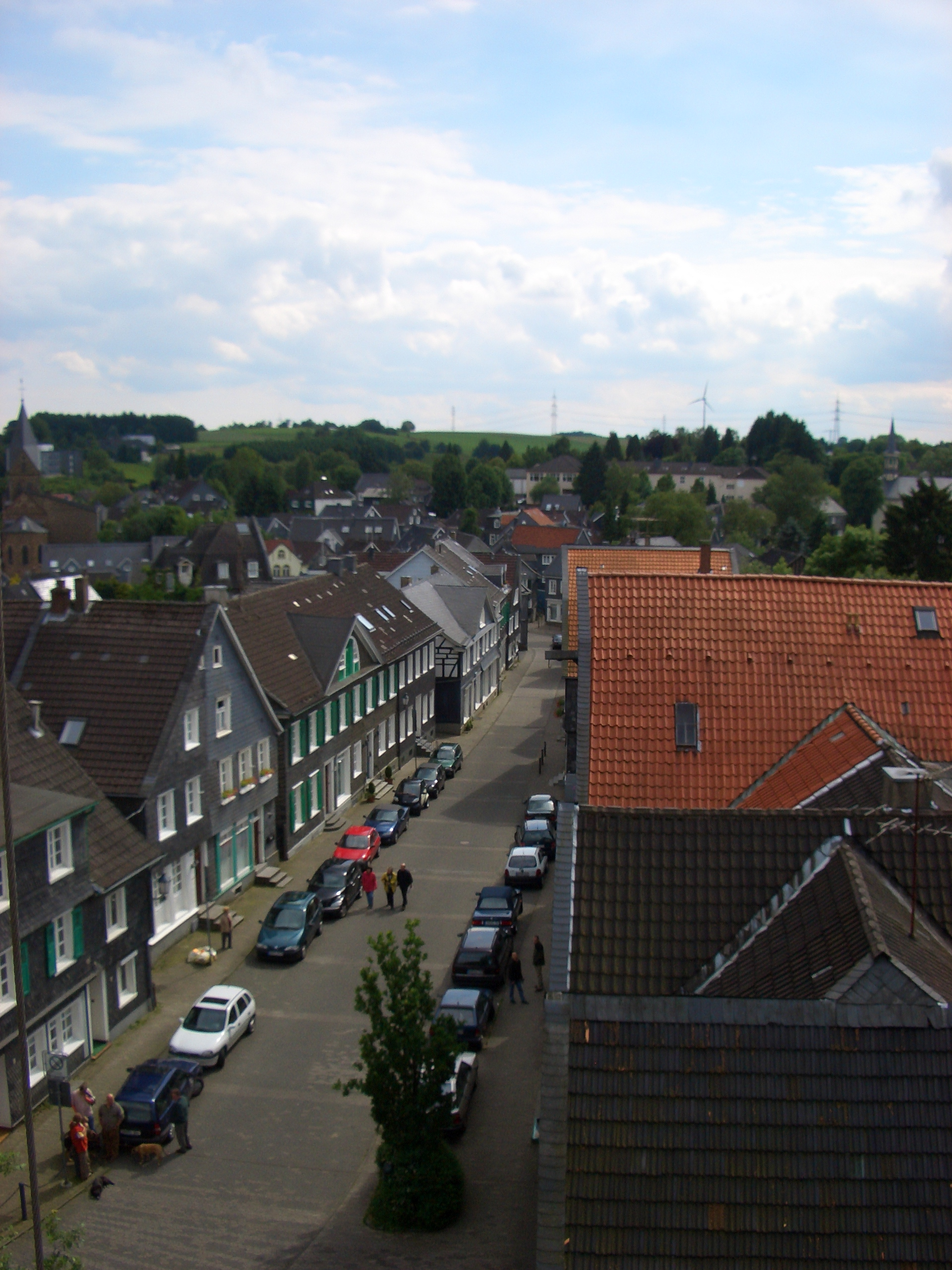
Blick auf die Marktstraße, Teil der Altstadt von Hückeswagen

Die Hückeswagener Altstadt, offiziell auch Historischer Stadtkern Hückeswagen genannt, ist ein Gebäudeensemble in der Stadt Hückeswagen, Oberbergischer Kreis. Es steht komplett unter Denkmalschutz. Das wichtigste Gebäude der Altstadt ist das Schloss Hückeswagen, das von den ehemals unabhängigen Hückeswagener Grafen erbaut wurde. Alle drei Kirchen, die Pauluskirche, die Johanniskirche und die Katholische Pfarrkirche, befinden sich in der Altstadt. Optisch geprägt ist die Stadt durch die Verschieferung der Häuser.

## Ausdehnung und Funktion
Die Altstadt erstreckt sich über eine maximale Länge von zirka einem halben Kilometer entlang der Marktstraße, begrenzt wird sie durch die Katholische Pfarrkirche St. Mariä Himmelfahrt im Süden, das Ende der Islandstraße bzw. Kolpinghaus im Osten, das Schloss im Norden und die Marktstraße im Westen. Zur Altstadt gehören die Straßen Marktstraße, Kölner Straße, Marktberg, Bongarzstraße, Weierbachstraße, Waidmarktstraße und Islandstraße. In der Mitte der Islandstraße steht eines der Denkmäler von Hückeswagen, der Tuchweber. Er erinnert an die Ära der Hückeswagener Tuchweberindustrie. Die Altstadt besteht aus einer Mischung von Wohn- und Geschäftshäusern. Letztere bestehen hauptsächlich aus kleinen Ladenlokalen oder Restaurants.

## Tourismus
Nach der Bevertalsperre ist die Hückeswagener Altstadt der zweite größere Anziehungspunkt für Touristen. Die Stadt Hückeswagen hat daher einen sogenannten Altstadtrundweg eingerichtet. Dieser führt vorbei an den Bürgerhäusern der Islandstraße, dem Wohnhaus von Vinzenz von Zuccalmaglio, dem Steengaden mit dem alten reformierten Pastorat, der katholischen Pfarrkirche mit ehemaligem katholischen Pastorat, den Bürgerhäusern an der Marktstraße mit dem Geburtshaus von Maria Zanders, der evangelischen Pauluskirche, dem Schloss mit Heimatmuseum und der Bachstraße mit ihren Häusern der Tuchfabrikanten.

## Aktuelle Entwicklung
Die Islandstraße war einst das wichtigste Geschäftszentrum der Stadt, wurde aber später durch die Geschäfte am Etapler Platz abgelöst. Allerdings befinden sich immer noch viele Einzelhandelsgeschäfte dort. Seit dem Jahr 2009 wird die sogenannte Stadtstraße gebaut. Diese innere Ortsumgehung hat zum Ziel, die Altstadt und das Geschäftszentrum Etapler Platz besser zu verbinden. Bisher sind beide Teile durch die vielbefahrene Bundesstraße 237 getrennt. Zunehmend ist die Altstadt Schauplatz größerer Events, beispielsweise des Sommerbobrennens oder des Altstadtfestes.